# Paroedura picta
Paroedura picta ist eine Art der Schuppenkriechtiere aus der Familie der Geckos (Gekkonidae). Die Art wird im Deutschen wie auch andere Arten der Gattung Paroedura als Madagaskar-Großkopfgecko bezeichnet. Wissenschaftlich beschrieben wurde die Art im Jahr 1854 durch den deutschen Naturforscher Wilhelm Peters als Diplodactylus pictus.

## Merkmale

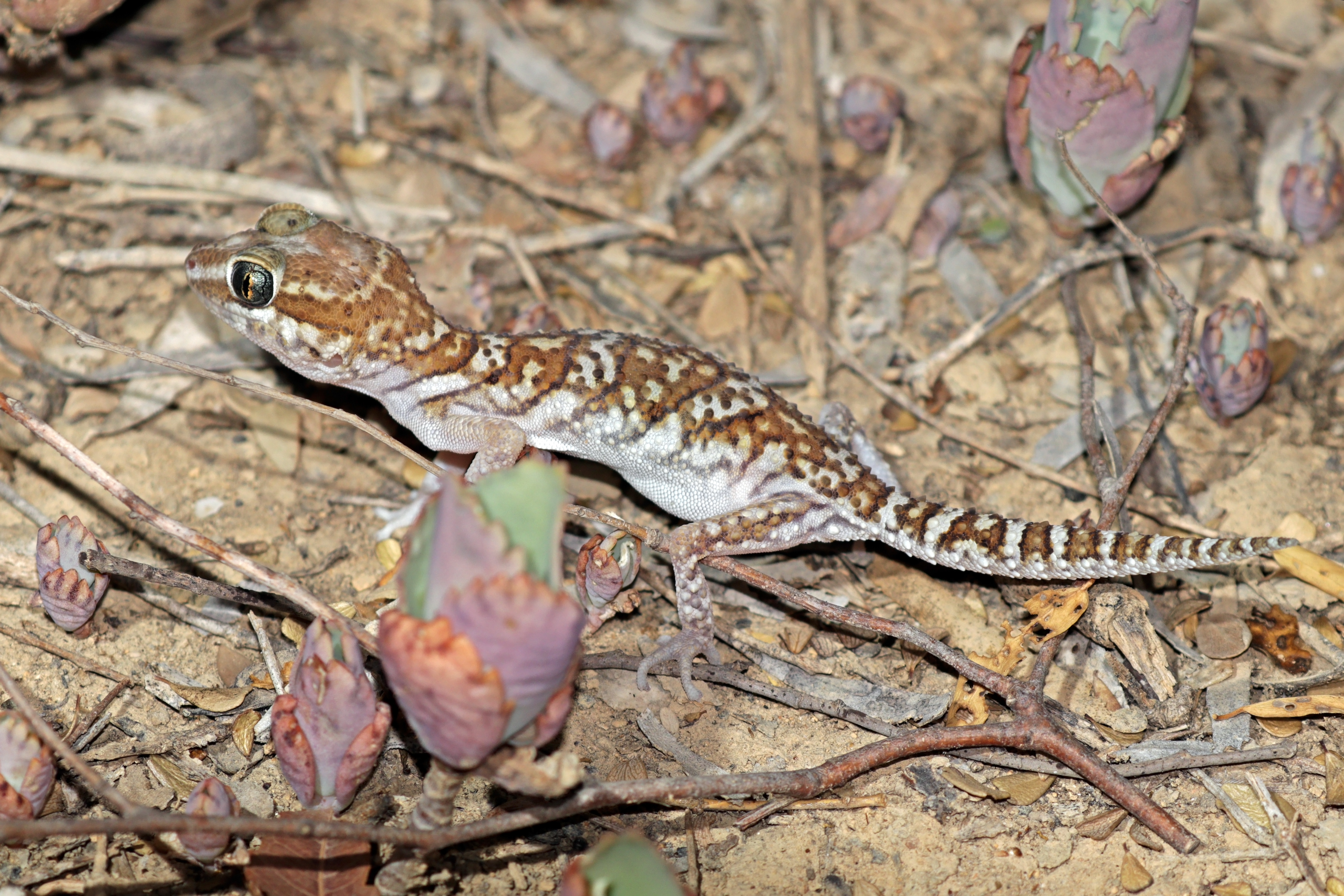

Paroedura picta erreicht eine maximale Gesamtlänge von 14 cm. Die Weibchen sind etwas kleiner als die Männchen. Die Tiere sind meist braun mit schwärzlichen Querbinden oder helleren Flecken. Es kommen aber auch fast schwarze Tiere mit hellen Querbinden vor, wenn auch selten. Einige Tiere besitzen einen hellen Rückenstreifen.

## Verbreitung

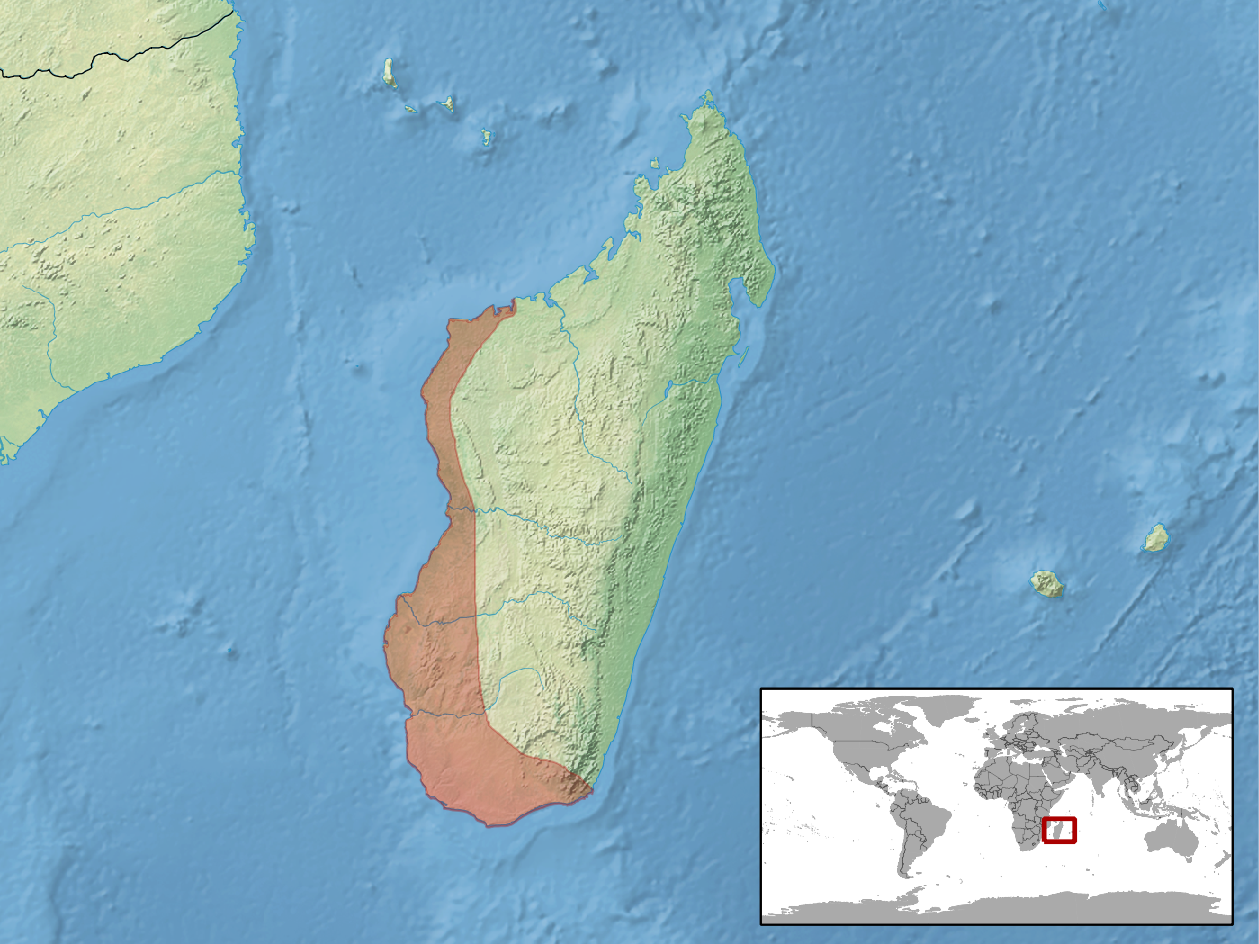
Verbreitungsgebiet

Paroedura picta lebt im Süden und Südwesten Madagaskars und bewohnt dort überwiegend Trockenwälder und Savannen. Die Terra typica ist St. Augustins-Bay. Die IUCN stuft die Art als nicht gefährdet (least concern) ein.

## Lebensweise
Paroedura picta ist ein nachtaktiver Bodenbewohner und ernährt sich hauptsächlich von Insekten. Tagsüber findet man die Tiere unter Steinen oder großen Holzstücken. Die Weibchen verfügen über eine Vorratsbefruchtung. Nach einer Paarung können sie mehrere Gelege absetzen, die jeweils aus zwei Eiern bestehen.